# Inés Joyes y Blake
Inés Joyes i Blake (Madrid, 27 de desembre de 1731 – Vélez-Màlaga, 1808) va ser una traductora i escriptora espanyola de la Il·lustració. Es va donar a conèixer en l'àmbit de les lletres amb la seva traducció de la novel·la Rasselas, Príncipe de Abissínia, de Samuel Johnson. En la seva edició d'aquesta obra inclou un text propi, titulat Apología de las mugeres, que constituiria un dels primers assajos feministes a Espanya.

## Biografia
Va néixer a Madrid en una família catòlica burgesa, de mare francesa i de pare irlandès. Com a moltes famílies irlandeses instal·lades a Espanya en l'època, la seva va pertànyer al món de la burgesia de negocis, fent fortuna entorn de les grans ciutats i especialment a la capital. Va accedir a una formació intel·lectual més profunda que la de la major part de les seves contemporànies. Parlava diversos idiomes, entre ells anglès, francès i espanyol, i va participar en tertúlies i reunions culturals que aleshores organitzaven els il·lustrats.
En 1752 es va casar amb el comerciant Agustín Blake, parent seu per via materna, en el que va ser un matrimoni concertat atenent a l'equilibri social i la conveniència econòmica. El matrimoni va tenir nou fills, cinc homes i quatre dones al llarg de vint anys. Van mantenir àmplies relacions familiars i amb persones influents de la societat local. No obstant això, A Joyes Blake no se li coneixen activitats públiques més enllà de les seves responsabilitats familiars o de la seva implicació indirecta en els negocis. Primer es van instal·lar a Màlaga i entre 1767 i 1771 a Vélez-Málaga, on el seu marit tenia negocis, dels quals més tard ella es faria càrrec després de la mort d'aquest en 1782. Inés viuria a Màlaga fins a la seva mort en 1808.
Inés Joyes no va perdre la vinculació amb la cultura irlandesa i la seva llengua. Gràcies a això, l'any 1798 va realitzar la traducció de l'anglès de la novel·la filosòfica Rasselas, Príncep d'Abissínia, de Samuel Johnson, sent aquesta la primera vegada que l'obra es traduïa a l'espanyol. En ella Inés va incloure, a més, un text propi en forma de carta, l'Apología de las mujeres, constituint la seva única obra de la qual es té constància. En aquell moment tenia 67 anys i representava les idees més avançades sobre la dona en l'època de la Il·lustració, formant part d'aquest grup de dones que a Espanya i a Europa començaven a obrir-se camí i a deixar en evidència les desigualtats de gènere presents en la societat occidental.
No obstant això, la vida d'Inés va ser discreta, com la de tantes dones del seu temps. La seva traducció i obra van passar desapercebudes i s'han recuperat recentment, quan l'anàlisi del seu text ha permès veure la rellevància que aquest va poder tenir en el pensament feminista de la seva època.

## Obra i pensament
L'Apologia de les dones és un assaig que va dedicar a les seves filles i que va escriure en manera epistolar com a apèndix a la seva traducció de Rasselas, Príncep d'Abissínia. En ell aborda la situació de la dona en la seva època, denunciant l'escassa educació que rebien, la desigualtat i la doble moral sexual que observava en la societat.
El text està escrit en primera persona i aquest fet serveix per donar suport als seus arguments, ja que els dona validesa per la seva pròpia experiència. En ell ofereix una imatge de la família lluny de la idealització de la literatura de l'època. Comparteix que la família és una institució social i educativa base de la societat, però en la qual la dona no té grans expectatives de desenvolupament i en la qual la seva identitat i consideració social queda vinculada al matrimoni.
En la seva aportació feminista a través d'aquest assaig ens mostra la relació de les dones amb l'àmbit públic en l'Espanya del Segle XVIII. Al seu torn, defensa per a les dones l'exercici de la raó, en un intent de fer-les coneixedores de la seva pròpia capacitat intel·lectual i de la seva vàlua, tracta de mantenir la seva confiança enfront de l'opinió masculina. Denúncia amb fermesa les desigualtats socials i els interessos que limitaven la capacitat d'acció de les dones confinant-les a la vida familiar, mostrant especial preocupació per l'educació de la dona i el paper que aquesta exercia en la societat.
Quant a l'educació, reprèn l'anàlisi feta per Madame de Lambert, qui afirmava que el mantenir a les dones en la ignorància amagava un clar propòsit de domini masculí, i ens parla que la família i el matrimoni no són les úniques vies per a la realització de les dones. En aquest sentit, incita a les dones a trobar la satisfacció emocional també en coses com la lectura o l'estudi.
Una crítica que ressalta en Joyes és la relativa a la doble moral que proposava per a homes i dones, amb exigències molt diferents en qüestions familiars, d'opcions vitals, etc. i que suposaria una important aportació en un tema en què no van indagar altres intel·lectuals de l'època. Exposava la situació de discriminació a la qual estaven sotmeses, advocant per un canvi en els costums i per una valoració igualitària de les relacions entre els sexes. En aquest text exhorta a les dones al fet que assumeixin una autonomia intel·lectual, moral i sentimental en la qual assentar la seva felicitat, i d'això ens sorgeix la seva personalitat: lúcida, arriscada, gens conformista amb els models femenins imposats pel racionalisme il·lustrat i la filosofia sentimental: les excel·lències de la maternitat i la felicitat de la vida conjugal i domèstica.
L'Apologia s'inscriu en una llarga tradició de debat sobre les dones. En 1726 Benito Jerónimo Feijoo va publicar la Defensa de les dones que va provocar una gran polèmica i va promoure un devessall de textos sobre la naturalesa, la moral i l'educació de les dones. La dècada de 1790 va suposar una radicalització del discurs crític i de les demandes de les dones per tot Europa. No obstant això, com en altres escrits publicats en aquests anys com El discurs sobre l'educació física i moral de les dones de Josefa Amar y Borbón, l'aportació de Joyes tracta sobretot de les desigualtats de les dones en l'àmbit privat i als espais socials: família, educació, relacions amoroses i de sociabilitat, opinió o escriptura. Coneixedora de les idees il·lustrades, és possible que Inés Joyes llegís a la seva contemporània Mary Wollstonecraft i la seva Vindicació dels drets de la dona, i és per això que poden observar-se certs trets de la seva obra en l'Apologia de les dones.
El ressò que va tenir L'apologia en els seus contemporanis va ser mínim, almenys en lletra impresa. Encara que es va anunciar en premsa la seva aparició amb dos anuncis en la Gaseta i el Diari de Madrid, no es va reeditar fins a 2009. De fet, posteriors traductors del Rasselas en 1813, 1831 i 1860 no la van esmentar.